# Nadine Heidenreich
Nadine Heidenreich (* 25. November 1981 in Bad Saarow-Pieskow) ist eine deutsche Schauspielerin, Synchronsprecherin und Moderatorin beim Rundfunk Berlin-Brandenburg.

## Leben
Nadine Heidenreich wuchs in Cottbus auf. Im Alter von sechs Jahren wurde sie Mitglied beim Cottbuser Kindermusical und trat erstmals im DDR-Fernsehen auf. Nach dem Abitur machte Heidenreich eine Ausbildung zur Physiotherapeutin. Danach studierte sie Schauspiel, Tanz und Gesang an der Stage School Hamburg sowie am Lee Strasberg Theatre and Film Institute in New York.
Von 2016 moderierte Heidenreich zusammen mit Uwe Madel, Harald Pignatelli, Madeleine Wehle, Susanne Tockan und Alexander Greiner die RBB-Sendung zibb – Zuhause in Berlin & Brandenburg, seit 2019 zusätzlich RBB Kultur – Das Magazin. Als Synchronsprecherin wirkte sie vor allem an Sendungen wie The Walking Dead, Fargo oder UnREAL mit.
Nadine Heidenreich ist verheiratet und lebt in Berlin.

## Filmografie
- 2011: Der Besetzten
- 2011: Der Schatten
- 2013: Küstenwache als Rebekka Langen (1 Episode)
- 2014: Liebesbriefe an eine Fremde
- 2015: Rote Rosen als Gesine Schwencke (10 Episoden)
- 2016: Alles was zählt als Susanne Wind (1 Episode)
- 2018: Die Flaschenpost-Insel als Mary
- 2024: Bonhoeffer: Pastor. Spy. Assassin.

## Synchronrollen (Auswahl)

### Filme
- 2007: Franka Potente als Vera Less in Eichmann
- 2012: Glenda Braganza als Toms Pflegerin in Imaginaerum by Nightwish
- 2015: Haley Bennett als Estelle in Hardcore
- 2015: Megan Park als Jules in Demonic: Haus des Horrors
- 2016: Emma Rigby als Zine in Mother, May I Sleep with Danger?
- 2017: Emma Rigby als Olivia in American Violence
- 2018: Glenda Braganza als Mrs. Kerry in Nur ein kleiner Gefallen
- 2018: Molly Shannon als Tante Wanda in Hotel Transsilvanien 3 – Ein Monster Urlaub

### Serien
- 2010: Vivian Bang als Debbie in Better Off Ted – Die Chaos AG
- 2013–2019: Taylor Schilling als Piper Chapman in Orange Is the New Black
- 2014–2022: Christian Serratos als Rosita Espinosa in The Walking Dead
- 2017–2019: Portia de Rossi als Dr. Cora Wolf in Santa Clarita Diet
- 2017–2018: Brianne Davis als Lena Graves in Six
- 2018: Kate Siegel als Theodora „Theo“ Crain in Spuk in Hill House
- 2022–2025: Faye Marsay als Vel Sartha in Andor
- 2023: für Hong Chau als Diane Farr in The Night Agent

### Videospiele
- 2014: als Christine in 1954 Alcatraz